# Adrien de Wignacourt
Adrien de Wignacourt (Francia, 1618 – Malta, 4 febbraio 1697) è stato Gran Maestro dell'Ordine di Malta dal 1690 fino alla sua morte.

## Biografia
Originario della Francia era nipote di Alof de Wignacourt e venne eletto a Gran Maestro per la brillante carriera che aveva fatto nell'Ordine, certamente favorita dallo zio.
Era stato Priore della Langue d'Auvergne e alla sua morte venne sepolto nella Concattedrale di San Giovanni a La Valletta, sull'isola di Malta.